# Yúliya Putíntseva
Yúliya Putíntseva (también escrito Yulia Putintseva; ruso: Юлия Путинцева; Moscú, 7 de enero de 1995) es una tenista kazaja de origen ruso. Su mejor ranking WTA es el 27, que alcanzó el 6 de febrero de 2017.
Desde principios de junio de 2012 representa a Kazajistán.

## Títulos WTA (3; 3+0)

### Individual (3)
| Leyenda                                |
| Grand Slam (0)                         |
| WTA Tour Championships (0)             |
| P. Mandatory & Premier 5, WTA 1000 (0) |
| Premier, WTA 500 (0)                   |
| International, WTA 250 (3)             |

| No. | Fecha               | Torneo     | Superficie    | Oponente en la final | Resultado     |
| 1.  | 25 de mayo de 2019  | Núremberg  | Tierra batida | Tamara Zidanšek      | 4-6, 6-4, 6-2 |
| 2.  | 18 de julio de 2021 | Budapest   | Tierra batida | Anhelina Kalinina    | 6-4, 6-0      |
| 3.  | 23 de junio de 2024 | Birmingham | Césped        | Ajla Tomljanović     | 6-1, 7-6(8)   |

#### Finalista (4)
| No. | Fecha                    | Torneo          | Superficie | Oponente en la final | Resultado        |
| 1.  | 5 de febrero de 2017     | San Petersburgo | Dura (i)   | Kristina Mladenovic  | 2-6, 7-6(3), 4-6 |
| 2.  | 22 de septiembre de 2018 | Guangzhou       | Dura       | Qiang Wang           | 1-6, 2-6         |
| 3.  | 2 de octubre de 2021     | Astaná          | Dura (i)   | Alison Van Uytvanck  | 6-1, 4-6, 3-6    |

### Dobles (0)
| Leyenda                                |
| Grand Slam (0)                         |
| WTA Finals (0)                         |
| P. Mandatory & Premier 5, WTA 1000 (0) |
| Premier, WTA 500 (0)                   |
| International, WTA 250 (0)             |

#### Finalista (1)
| N.º | Fecha                | Torneos    | Superficie | Pareja           | Oponentes en la final        | Resultado        |
| --- | -------------------- | ---------- | ---------- | ---------------- | ---------------------------- | ---------------- |
| 1.  | 18 de agosto de 2024 | Cincinnati | Dura       | Leylah Fernandez | Asia Muhammad Erin Routliffe | 6-3, 1-6, [4-10] |

## ITF

### Individual (6)
| Torneos de $100 000 |
| Torneos de $75 000  |
| Torneos de $50 000  |
| Torneos de $25 000  |
| Torneos de $15 000  |
| Torneos de $10 000  |

| N.º | Fecha                   | Torneo                  | Superficie | Oponentes                | Resultado   |
| --- | ----------------------- | ----------------------- | ---------- | ------------------------ | ----------- |
| 1.  | 16 de mayo de 2011      | Moscú, Rusia            | Arcilla    | Veronika Kapshay         | 6-2, 6-1    |
| 2.  | 18 de julio de 2011     | Samsun, Turquía         | Dura       | Marta Domachowska        | 7-6(6), 6-2 |
| 3.  | 8 de agosto de 2011     | Kazan, Rusia            | Dura       | Caroline Garcia          | 6-4, 6-2    |
| 4.  | 26 de diciembre de 2011 | Tyumen, Rusia           | Dura       | Elina Svitólina          | 6-2, 6-4    |
| 5.  | 6 de febrero de 2012    | Launceston, Australia   | Dura       | Lesley Kerkhove          | 6-1, 6-3    |
| 6.  | 7 de mayo de 2012       | Cagnes-Sur-Mer, Francia | Arcilla    | Patricia Mayr-Achleitner | 6-2, 6-1    |

#### Finalista (6)
| N.º | Fecha                  | Torneo                              | Superficie | Oponentes          | Resultado        |
| --- | ---------------------- | ----------------------------------- | ---------- | ------------------ | ---------------- |
| 1.  | 4 de noviembre de 2012 | Nantes , Francia                    | Dura (i)   | Monica Niculescu   | 2-6, 3-6         |
| 2.  | 1 de diciembre de 2012 | Dubái, Emiratos Árabes Unidos       | Dura       | Kimiko Date-Krumm  | 1-6, 6-3, 4-6    |
| 3.  | 7 de abril de 2014     | Pelham, Estados Unidos              | Arcilla    | Laura Siegemund    | 1-6, 4-6         |
| 4.  | 3 de mayo de 2014      | ITF Indian Harbour Beach, Australia | Arcilla    | Taylor Townsend    | 6–1, 6–1         |
| 5.  | 12 de julio de 2015    | Contrexéville, Francia              | Arcilla    | Alexandra Dulgheru | 3–6, 6–1, 5–7    |
| 6.  | 1 de noviembre de 2015 | Nanjing                             | Dura       | Hsieh Su-wei       | 7–6(5), 2–6, 6–2 |